# 仮定県道
仮定県道（かていけんどう）とは、明治の日本において、政府が膨大な県道を、正式ではないものの路線として制定していた頃の県道の呼称である。仮称県道（かしょうけんどう）とも呼ばれた。

## 歴史
明治政府は当初、国道表に続く県道表を定め、県道を正式に制定しようとしていた。しかし、膨大な数の県道を内務省の調査によって制定していたため、内務省の中で制定することができなかった。その結果、1876年（明治9年）6月8日に布告された太政官達第60号『道路ノ等級ヲ廢シ國道縣道里道ヲ定ム』に示された県道の要件を満たす道路を、各県が正式ではないものの仮定県道と呼ぶことで一時的な対応を取った。
『道路ノ等級ヲ廢シ國道縣道里道ヲ定ム』で、県道について次のように示されている。

縣道
一等　各縣ヲ接續シ及各鎭臺ヨリ各分營ニ達スルモノ
二等　各府縣本廳ヨリ其支廳ニ達スルモノ
三等　著名ノ區ヨリ都府ニ達シ或ハ其區ニ往還スヘキ便宜ノ海港等ニ達スルモノ
— 『道路ノ等級ヲ廢シ國道縣道里道ヲ定ム』。ウィキソースより閲覧。

一等はいくつかの県あるいは鎮台と分営を結び、二等は県庁とその支庁を結び、三等は著名な区から都や府、港を結んだ。
明治に制定された仮定県道の大半は、1919年（大正9年）の旧道路法で府県知事による制定に制定方法が変更されると正式な府道、県道となったが、中には正式な制定が遅れたものもあった。

## 現在の姿
山口県の第7号仮定県道として開通した山口県道22号光柳井線のように現在は正式な都道府県道となっているものや、奈良県の仮定県道として開通した下市街道（国道309号）のように国道となったものなど、現在の姿はさまざまである。